# 오키 유야
오키 유야(일본어: 沖 悠哉, 1999년 8월 22일~)는 일본의 축구 선수이다.

## 구단 경력
그는 2018년 J1리그의 가시마 앤틀러스에 입단, 2020년 리그 데뷔했다. 2023년까지 59경기에 출전. 2024년 J2리그의 시미즈 에스펄스로 이적했다. 2024년 J2리그 우승으로 J1리그로 승격했다.